# Wollaton Hall

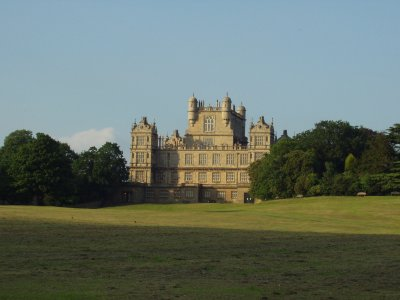
Wollaton Hall em 2005, tarde de Verão

Wollaton Hall é um palácio rural situado em Wollaton, Nottingham, Inglaterra, iniciado em  1580 e terminado em 1588, por Sir Francis Willoughby (1547-1596). Foi desenhado pleo arquitecto isabelino, Robert Smythson (também arquitecto de Hardwick Hall). A construção consiste num grande hall central, rodeadopor quatro torres.  Infelizmente, um incêndio causou estragos na decoração interior desta obra de Smythson, em algumas das salas do andar térreo, embora tenham ocorrido poucos danos estruturais. Sir Jeffry Wyattville remodelou-o em 1801, o que viria a acontecer periodicamente até à década de 1830.
A galeria do hall principal contém o mais antigo órgão de tubos do Nottinghamshire. Pensa-se que este órgão data do século XVII, provavelmente feito pelo fabricante Gerard Smith. Ainda é tocado manualmente.
Wollaton Hall pertence agora ao município de Nottingham. Actualnente alberga a colecção de História natural de John Ray, com animais e pássaros embalsamados.
Em 1855, Joseph Paxton desenhou uma réplica aproximada de Wollaton Hall no Buckinghamshire, conhecida actualmente como Mentmore Towers.
Os campos da propriedade, acolhem anualmente o Intercounties Cross Country trials, sempre no mês de Março, assim como muitos outros eventos. Neste parque, durante a Segunda Guerra Mundial membros do 508º Regimento de Infantaria Paraquedista dos EUA foram alojados na casa antes de serem enviados para a Europa continental. Uma pequena placa comemora este evento.
O palácio foi reaberto no dia 8 de Abril de 2007, depois de ter estado fechado para renovação. As salas do topo da casa e as cozinhas no subsolo, estão abertos para visita pública.
Em 2011, o lugar serviu como set de gravação para a Mansão Wayne no terceiro Batman dirigido por Christopher Nolan, O Cavaleiro das Trevas Ressurge. Em Batman Begins, o primeiro filme da trilogia, o mansão Mentmore Towers, réplica do palácio Wollaton Hall, serviu como a Mansão Wayne.

## Proprietários de Wollaton Hall

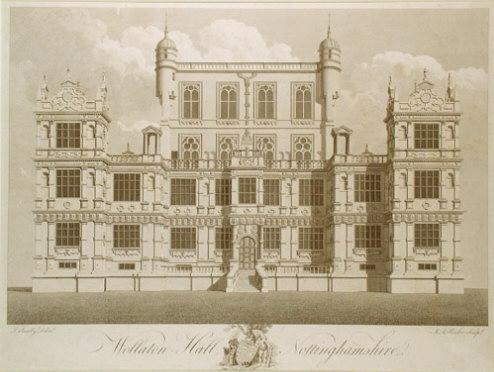
Wollaton Hall em finais do século XVII.

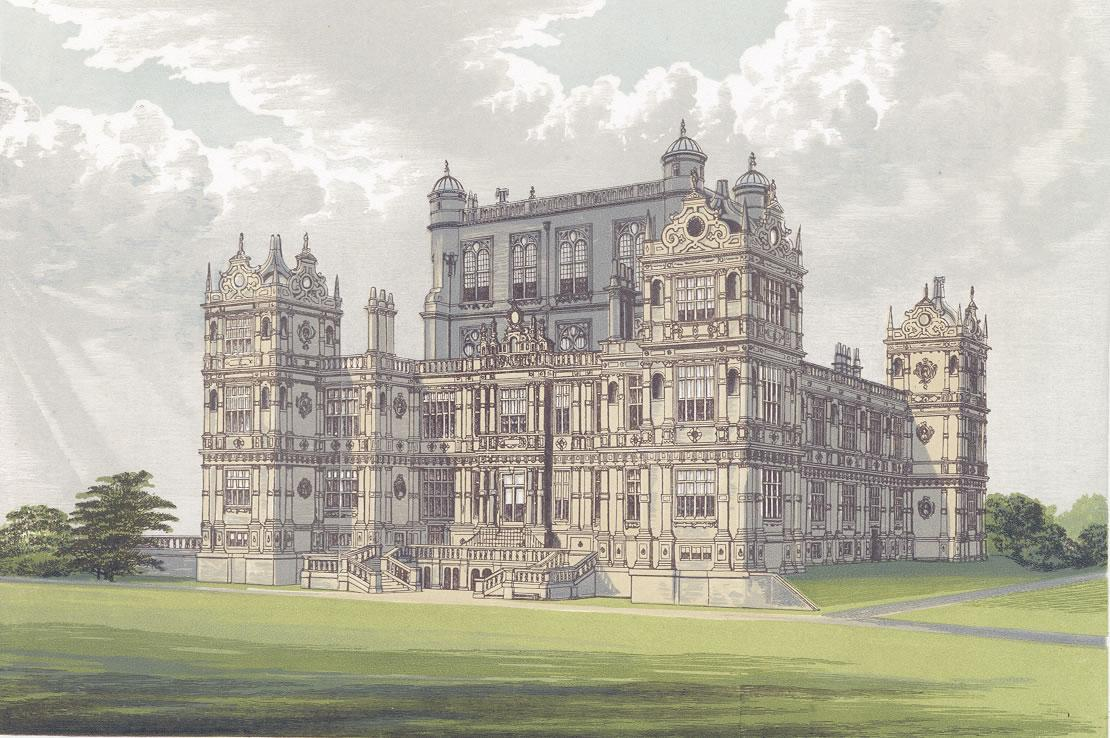
Wollaton Hall em 1880.

- 1580 - 1596 Sir Francis Willoughby (1547-1596)
- 1596 - 1643 Sir Percival Willoughby
- 1643 - 1672 Francis Willughby
- 1672 - 1729 Thomas Willoughby, 1º Barão Middleton
- 1729 - 1758 Francis Willoughby, 2º Barão Middleton
- 1758 - 1774 Francis Willoughby, 3º Barão Middleton
- 1774 - 1781 Thomas Willoughby, 4º Barão Middleton
- 1781 - 1800 Henry Willoughby, 5º Barão Middleton
- 1800 - 1835 Henry Willoughby, 6º Barão Middleton
- 1835 - 1856 Digby Willoughby, 7º Barão Middleton
- 1856 - 1877 Henry Willoughby, 8º Barão Middleton
- 1877 - 1922 Digby Wentworth Bayard Willoughby, 9º Barão Middleton
- 1922 - 1924 Godfrey Ernest Percival Willoughby, 10º Barão Middleton
- 1924 - 1925 Michael Guy Percival Willoughby, 11º Barão Middleton
- 1925 - actualidade - Município de Nottingham

## Museu Industrial
Wollaton Hall contém um Museu Industrial, com uma exposição de têxteis, transportes e tecnologias do passado de Nottingham, incluindo o Basford Beam Engine, uma operadora completa análoga às redes de telefone, uma exposição de bicicletas, motociclos e carros motorizados ligados à cidade e alguns dos mais importantes máquinas de produção de fio que puseram Nottingham no mapa dos têxteis.
O acesso ao Museu Industrial é feito através da loja do Pátio dos Estábulos The e via o Wollaton Visitor Centre.